# Landshut (Bay) Hauptbahnhof
Landshut (Bay) Hauptbahnhof (bahnamtlich: Landshut (Bay) Hbf, Abkürzung: MLA) ist ein Eisenbahnknoten in der bayerischen Stadt Landshut. Er liegt an den Bahnstrecken München–Regensburg, Landshut–Plattling, Neumarkt-Sankt Veit–Landshut und Landshut–Rottenburg.

## Lage
Der Bahnhof liegt nördlich des Stadtzentrums von Landshut. Das Bahnhofsareal wird südöstlich durch die Bahnhofstraße begrenzt; die auf den Bahnhofsplatz einmündende Luitpoldstraße ist eine Verbindung zur Landshuter Innenstadt. Östlich des Bahnhofes verläuft die Altdorfer Straße, diese führt mit einer 1964 bis 1966 erbauten und 2007 bis 2008 sanierten Brücke über das Bahngelände. Nördlich des Areals wird der Bahnhof von der Oberndorferstraße begrenzt.
Neben dem Hauptbahnhof gibt es in Landshut noch den Haltepunkt Landshut (Bay) Süd an der Bahnstrecke Neumarkt-Sankt Veit–Landshut.

## Geschichte

### Alter Bahnhof Landshut

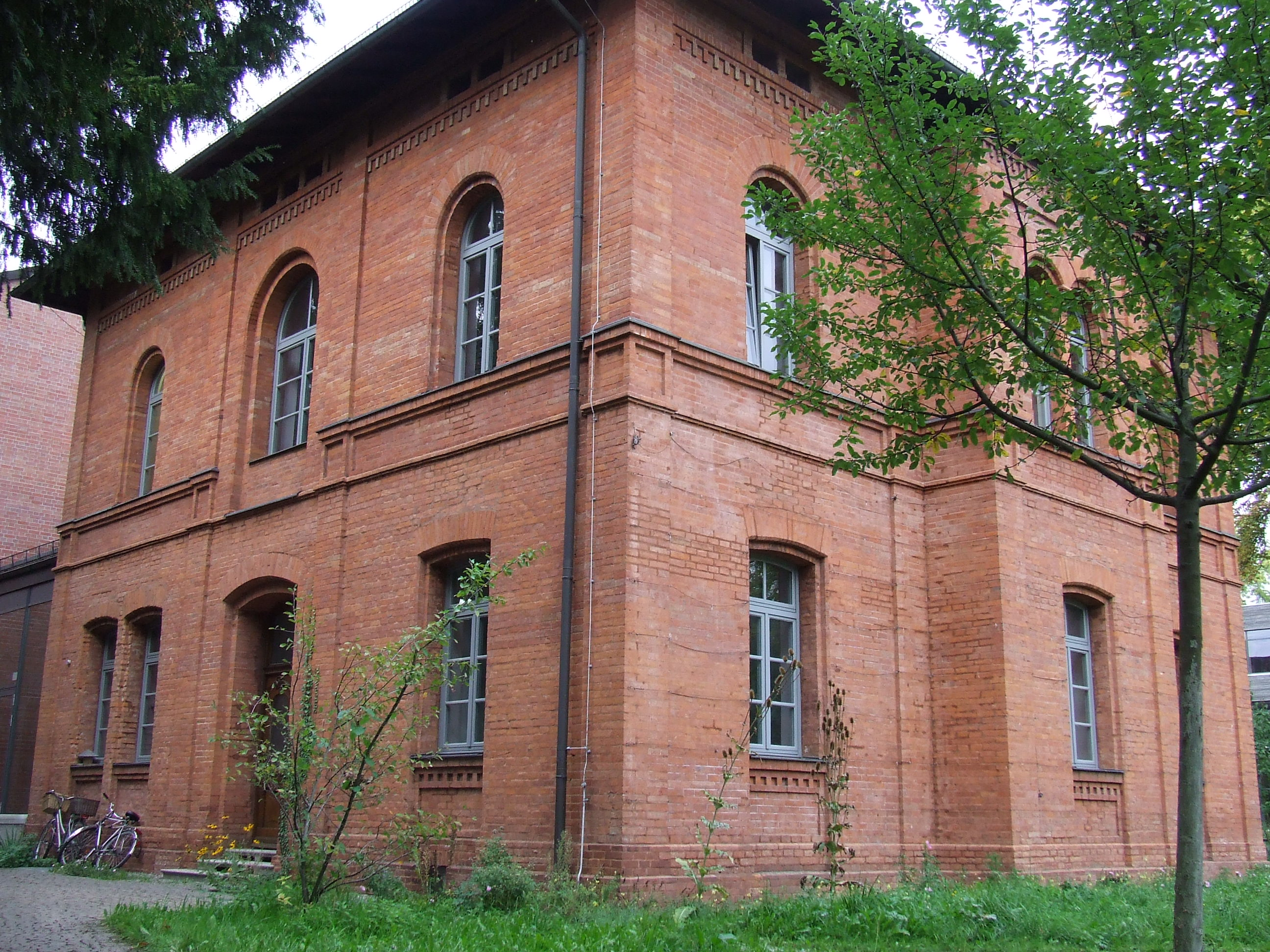
Empfangsgebäude des Alten Bahnhofes Landshut

Im Jahr 1854 wurde die Bauarbeiten für einen Kopfbahnhof in der Nähe der kleinen Isar begonnen. Um den Bahnhof vor Hochwasser zu schützen, mussten auch zahlreiche Erdarbeiten durchgeführt werden. Ab 1857 wurde das Empfangsgebäude aus Backstein erbaut, welches heute unter Denkmalschutz steht. Der Entwurf stammt vom Maurermeister Simon Pausinger.
Erst kurz vor der Eröffnung des Bahnhofes wurde im April 1858 eine Bahnsteighalle errichtet.
Der Bahnhof konnte am 3. November 1858 mit der Bahnstrecke München–Landshut eröffnet werden. Am 12. Dezember 1859 folgte die Weiterführung dieser Strecke über Geiselhöring nach Regensburg. Am 6. August 1873 wurde zwischen Landshut und Regensburg die Strecke Neufahrn–Eggmühl–Obertraubling eröffnet, die den Umweg über Geiselhöring unnötig machte. Aber schon in den 1870er Jahren stellte sich heraus, dass die geplanten Bahnstrecken rund um Landshut nicht mehr sinnvoll in den Bahnhof eingeführt werden konnten. Außerdem war der Bahnhof zu klein, um Ausgangspunkt neuer Bahnstrecken zu sein.

### Neuer Bahnhof Landshut
Schließlich wurde in den Jahren 1876 bis 1880 ein neuer Durchgangsbahnhof gebaut. Um die Baumaterialien zu befördern, war ein Anschlussgleis zum alten Bahnhof vorhanden. Am 11. Mai 1880 wurde der Bahnhof verlegt, vom alten Bahnhof blieb nur noch das heute denkmalgeschützte Empfangsgebäude übrig, die Gleisanlagen wurden zurückgebaut.
Mit der Eröffnung des Bahnhofes wurde am 15. Mai 1880 die Bahnstrecke Landshut–Plattling eröffnet, am 4. Oktober 1883 folgte die Inbetriebnahme der Bahnstrecke Neumarkt-Sankt Veit–Landshut. Am 28. September 1892 nahmen die Bayerischen Staatseisenbahnen auf der Strecke München–Landshut den zweigleisigen Betrieb auf. Am 3. November 1900 wurde die Stichstrecke von Landshut nach Rottenburg an der Laaber eröffnet.
Am 30. Juni 1902 wurde eine Pferdebahn vom Landshuter Hauptbahnhof zum Dreifaltigkeitsplatz eröffnet. Am 15. Januar 1913 stellte die Straßenbahn Landshut auf elektrischen Betrieb um.
Am 3. Oktober 1925 wurde die Bahnstrecke München–Landshut elektrifiziert, am 1. Oktober 1926 folgte die Elektrifizierung des Abschnittes Landshut–Neufahrn und am 10. Mai 1927 konnte die Elektrifizierung der Gesamtstrecke München–Regensburg fertiggestellt werden.
Im Zweiten Weltkrieg wurde am 19. März 1945 das gesamte Bahnhofsareal durch einen Bombenangriff zerstört. Die Gleisanlagen wurden in den Nachkriegsjahren wiederhergestellt, das Bahnhofsgebäude musste wegen umfangreicher Schäden neu gebaut werden. Das Gebäude wurde am 19. März 1954 durch einen neuen Zweckbau ersetzt. Am selben Tag wurde der Betrieb der Landshuter Straßenbahn aufgrund der Zerstörung des Depots durch Luftangriffe eingestellt. Als Ersatz für die Straßenbahn wurde am 27. November 1948 der Oberleitungsbus Landshut eröffnet, der bis zum 22. Mai 1966 existierte.
Am 25. Mai 1976 wurde die Strecke von Landshut nach Plattling elektrifiziert. Am 25. Mai 1974 wurde der Personenverkehr auf der Bahnstrecke Landshut–Rottenburg eingestellt. Am 27. September 1998 folgte der Güterverkehr und der Streckenabschnitt Neuhausen–Rottenburg wurde abgebaut. Auf dem Restabschnitt verkehren seit dem 4. Juni 2011 Museumszüge.
Am 1. März 1984 wurde das Bahnbetriebswerk Landshut (Bay) aufgelöst.

## Betriebssteuerung
Bis zum Jahr 1950 wurde der Hauptbahnhof Landshut von rein mechanischen Stellwerken betrieben. Im Januar 1950 nahm die Deutsche Bundesbahn zwei neue Drucktastenstellwerke der Bauart Siemens Dr 1 in Betrieb. Das Stellwerk Lo diente als Wärterstellwerk, Lwf als Fahrdienstleiterstellwerk.
Im Jahr 1982 erfolgte die Umrüstung auf ein Spurplandrucktastenstellwerk der Bauart Siemens Sp Dr S 600. Damals war das Stellwerk Landshut bis zur Errichtung des ersten ESTW das modernste Stellwerk Europas. Zu den von Landshut abhängigen Streckenabschnitten gehören neben dem Hauptbahnhof auch Teile der Bahnstrecke Landshut–Neumarkt-Sankt Veit und bis 2007 auch ein Streckenblock auf der Bahnstrecke München–Landshut.
Außerdem werden auf der Strecke Landshut–Plattling die beiden zweigleisigen Kreuzungsbahnhöfe Altheim und Ahrain sowie die dazwischen liegenden Streckenabschnitte im Fernsteuerverfahren betrieben. Der nächste örtlich besetzte Bahnhof befindet sich erst in Wörth (Isar).

## Infrastruktur

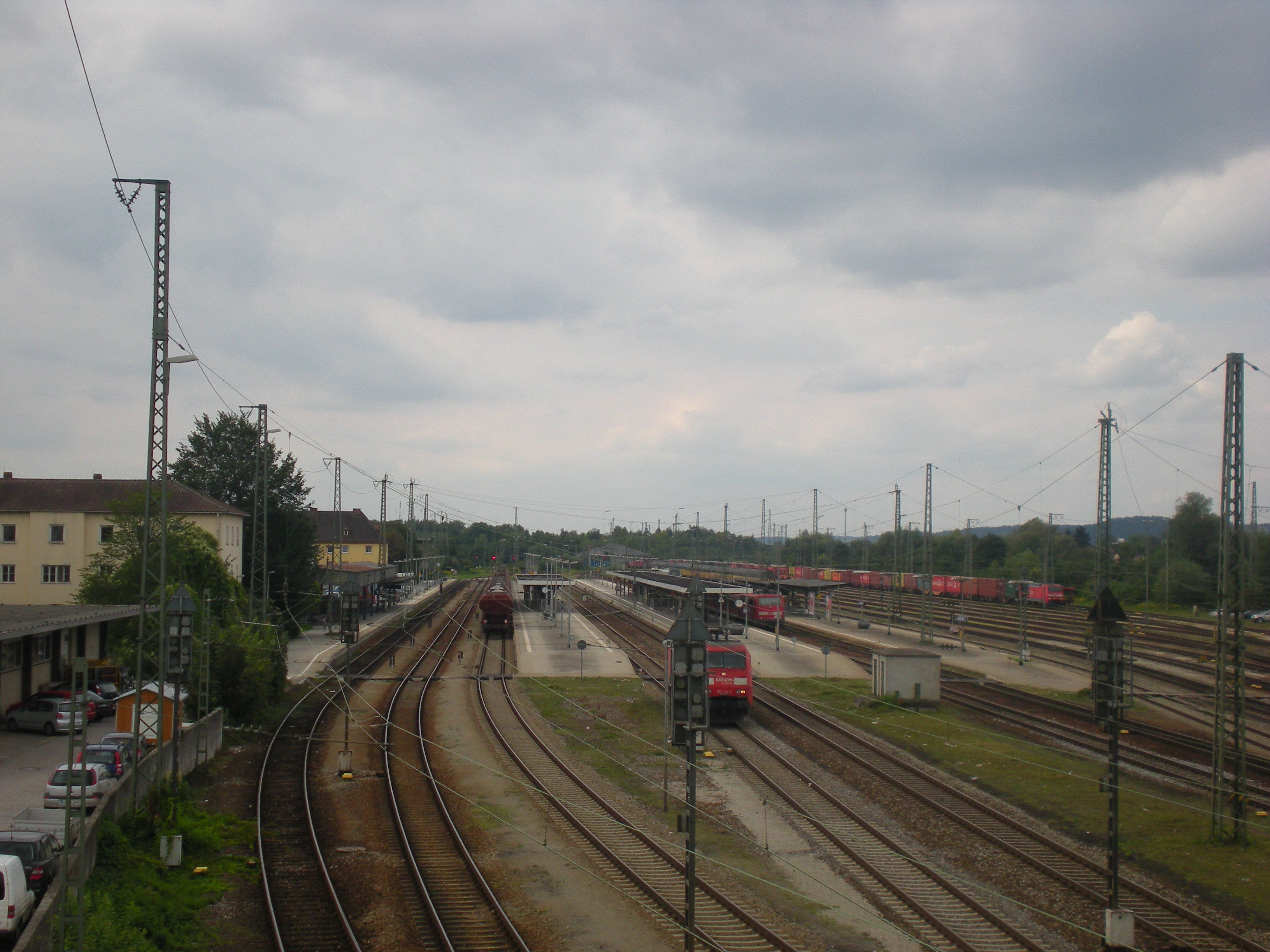
Gleisanlagen

Der Bahnhof hat sieben Bahnsteiggleise an vier Bahnsteigen. Gleis 1 befindet sich am Hausbahnsteig und wird von den Regionalbahnen in Richtung Mühldorf bedient. Das bahnsteiglose Gleis 2 dient als Durchfahrtsgleis für den Güterverkehr. An Gleis 3 halten ebenfalls Regionalbahnen in Richtung Mühldorf. An den Gleisen 4 und 5 halten die Regionalzüge in Richtung Regensburg und Passau und an Gleis 6 die Regionalzüge nach München. Gleis 8 wird von den Regionalbahnen nach Freising bedient. Jeder Bahnsteig ist überdacht und verfügt über digitale Zugzielanzeiger, sie sind über eine Fußgängerunterführung mit dem Hausbahnsteig verbunden. Alle Bahnsteige sind barrierefrei zu erreichen. Am Bahnhof sind Parkplätze und Busanschlüsse vorhanden.

### Bahnsteigdaten
- Gleis 1: Bahnsteighöhe 76 Zentimeter, Bahnsteiglänge 365 Meter
- Gleis 3 und 4: Bahnsteighöhe 76 Zentimeter, Bahnsteiglänge 334 Meter
- Gleis 5 und 6: Bahnsteighöhe 76 Zentimeter, Bahnsteiglänge 366 Meter
- Gleis 7 und 8: Bahnsteighöhe 76 Zentimeter, Bahnsteiglänge 212 Meter[4]

## Verkehr

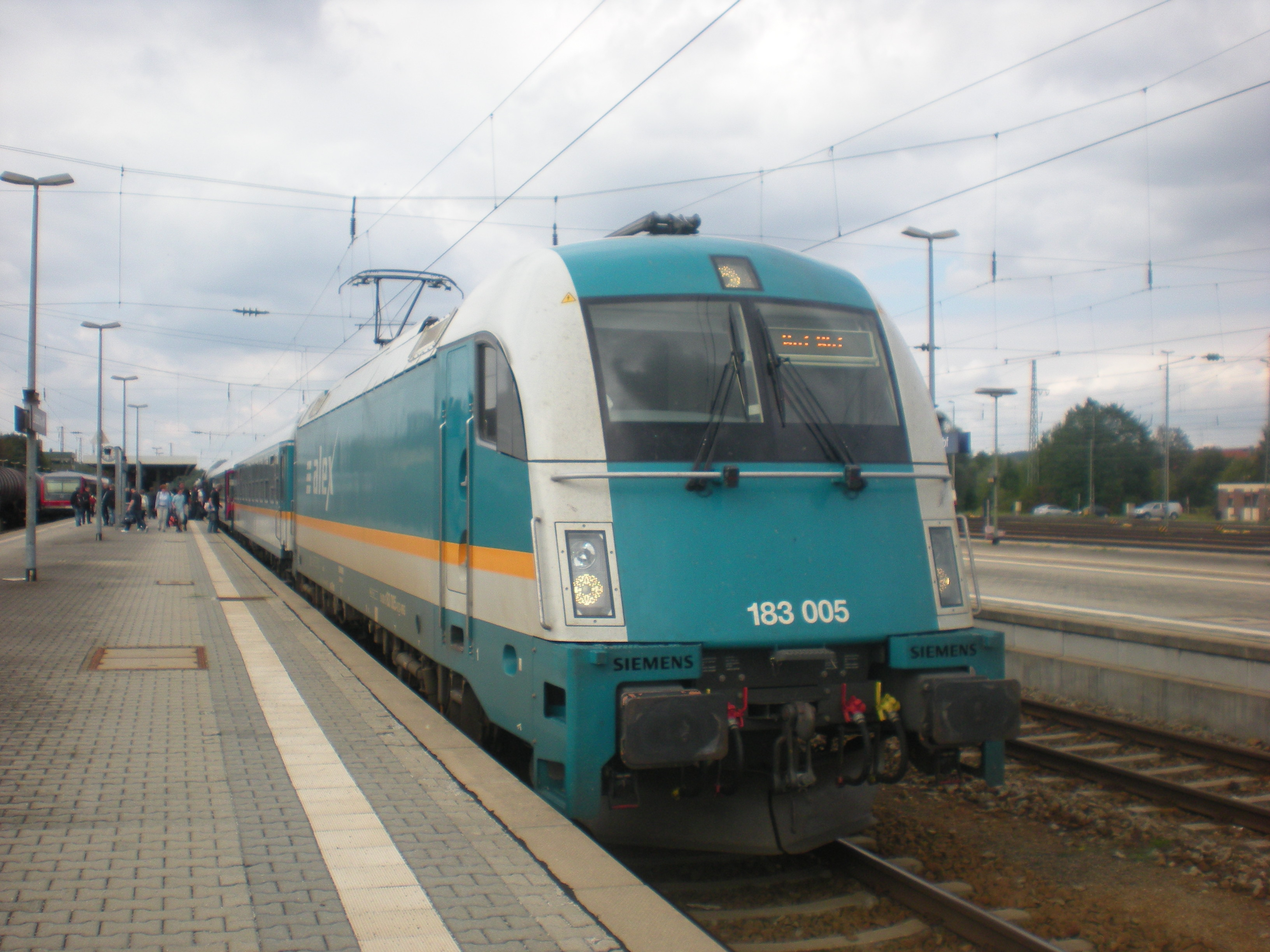
ALX nach Hof Hbf

Der Bahnhof wird täglich von ungefähr 120 Zügen der DB Regio und der Länderbahn bedient.
Seit dem 9. Dezember 2007 verkehrt im Zweistundentakt der alex (bis 2010 Arriva-Länderbahn-Express), der von der Länderbahn betrieben wird. Außerdem halten der Donau-Isar-Express von München nach Passau im Stundentakt und die Regional-Express-Linie München–Regensburg–Nürnberg im Zweistundentakt. Zudem fahren im Stundentakt Regionalbahnen zwischen Freising und Landshut, die alle Zwischenhalte bedienen, an denen die Regional-Expresse nicht halten.
Der Landshuter Hauptbahnhof gehört zum Linienstern Mühldorf, sodass im Stundentakt Regionalbahnen der Südostbayernbahn über Mühldorf nach Freilassing oder Rosenheim verkehren.
Die letzten Fernzüge, EuroCity nach Prag, verlor der Bahnhof wenige Jahre (2002) vor der Inbetriebnahme des alex, der diese Leistungen jetzt übernommen hat.
Bis Dezember 2018 war Landshut von Montag bis Freitag Endpunkt einzelner Züge der Agilis aus Ulm und Ingolstadt.
Ferner findet an einigen Tagen im Jahr auf der Bahnstrecke Landshut–Rottenburg im Abschnitt Landshut–Neuhausen ein Museumsbahnbetrieb statt.
| Linie                    | Linienverlauf | Taktfrequenz                                                                                         |
| ------------------------ | --- | --- |
| RE2                      | München – Freising – Landshut (Bay) – Regensburg – Schwandorf – Hof                                                                              | 2-Stunden-Takt                                                                                       |
| RE50                     | München – Freising – Landshut (Bay) – Regensburg – Neumarkt (Oberpf) – Nürnberg                                                                  | ein Zugpaar                                                                                          |
| RE22                     | Flughafenexpress: Flughafen München – Freising – Moosburg – Landshut – Regensburg (– Beratzhausen – Parsberg – Neumarkt (Oberpf) – Nürnberg Hbf) | Stundentakt (alle zwei Stunden von/nach Nürnberg)                                                    |
| RE25                     | alex: München – Freising – Landshut (Bay) – Regensburg – Schwandorf – Praha                                                                      | 2-Stunden-Takt                                                                                       |
| RE3                      | Donau-Isar-Express: München – Freising – Landshut (Bay) – Plattling – Passau                                                                     | Stundentakt                                                                                          |
| RB33                     | (München –) Freising – Langenbach (Oberbay) – Moosburg – Landshut (Bay)                                                                          | Mo–Fr: ungetaktet, etwa stündlich, mit Verstärkerzügen von/nach München in der HVZ; Sa–So: stündlich |
| RB45                     | (Bogen – Straubing – Neufahrn (Niederbay) –) Landshut (Bay) – Neumarkt-Sankt Veit – Mühldorf (Oberbay) – Freilassing (– Salzburg)                | 2-Stunden-Takt                                                                                       |
| RB44                     | Landshut (Bay) – Neumarkt-Sankt Veit – Mühldorf – Wasserburg (Inn) – Rosenheim                                                                   | 2-Stunden-Takt                                                                                       |
| Stand: 10. Dezember 2023 | | |